# Flowers (альбом Echo & the Bunnymen)
Flowers — дев'ятий студійний альбом англійської групи Echo & the Bunnymen, який був випущений 16 лютого 2001 року.

## Композиції
1. King of Kings — 4:24
2. SuperMellow Man — 4:58
3. Hide & Seek — 4:07
4. Make Me Shine — 3:54
5. It's Alright — 3:32
6. Buried Alive — 3:55
7. Flowers — 4:16
8. Everybody Knows — 4:40
9. Life Goes On — 3:59
10. An Eternity Turns — 4:03
11. Burn for Me — 3:41

## Учасники запису
- Іен Маккаллох — вокал
- Уїлл Сарджент — гітара
- Стівен Бреннан — бас гітара
- Горді Гоуді — гітара
- Кері Джеймс — клавішні
- Ніколас Килрой — ударні